# Życie na wyspach
Życie na wyspach – zbiór esejów i szkiców Czesława Miłosza  powstałych w latach 1989-1996,  opublikowany  w  1997 w wydawnictwie Znak w Krakowie.
Tom składa się z tekstów drukowanych w prasie w latach 1989–1996. Łączy je bardzo wyraźnie krytyczny i obrazoburczy stosunek do cywilizacji końca XX wieku. Obok rozważań o niemoralności sztuki, znaczeniu poezji, statusie współczesnych emigrantów – znajdujemy tu także wspomnienia, portrety przyjaciół i znajomych (Camus, Merton, Brodski, Giedroyc, Zofia Hertz) oraz omówienia książek m.in. Kubiaka, Szestowa, Tryzny, Wata, Larkina i Pasternaka. Tytułowy szkic poświęcony jest sposobom obrony przed inwazją kultury masowej, dyktaturą pieniądza i dominacją postmodernizmu.
Eseje wcześniej ukazały się na łamach czasopism: „Tygodnik Powszechny”, „Kultura” (Paryż), „Gazeta Wyborcza”, „Teksty Drugie”, „Rzeczpospolita” (dodatek „Plus-Minus”). 

## Wykaz rozdziałów
- Kilka problemów osobistych
- Niemoralność sztuki
- W skórze małpy
- Pesymizm –  optymizm
- Napis na bibułce
- Pochwała filologii [o „Przestrzeni dzieł wiecznych” Zygmunta Kubiaka]
- Świadomość nie zawsze pomaga
- Dostojewski
- Dostojewski teraz
- Uparty wróg węża [o „Atenach i Jerozolimie” Lwa Szestowa]
- Być emigrantem
- Życie na wyspach
- Przeciw poezji niezrozumiałej
- Postscriptum
- Z poezją polską przeciw światu
- Czy będzie powieść?  [o powieści „Final Payments” Mary Gordon]
- O Marysi, co straciła siebie [o „Pannie Nikt” Tomka Tyrzny]
- Sen rozumu [o „Historii niedokończonej” Tony’ego Judta]
- O dawnym czasie „Kultury”
- Tajemniczy pomnik [o „Autobiografii na cztery ręce" Jerzego Giedroycia]
- Zosia Hertz [o Zofii Hertz]
- Pożegnanie Alberta Camusa
- Camus w różnych odsłonach [o „Pierwszym człowieku” Alberta Camusa]
- Azjatycka podróż Mertona [o „Dzienniku azjatyckim” Thomasa Mertona]
- Poeta w Lemurii [o Bogumile Andrzejewskim]
- Czy Miciński był prawicowcem?
- Poeta Aleksander Wat [o „Poezjach zebranych” Aleksandra Wata]
- O Larkinie [o „44 wierszach” Philipa Larkina]
- Pogodne pejzaże [o tomie wierszy Borysa Pasternaka „Wtoroje rożdienje”]
- O Josifie Brodskim
- Noty o Brodskim
- Różewicz w roku 1996
- A nie mówiłem? [o Wisławie Szymborskiej]

## Wydania polskie
- Kraków: Znak, 1997, 2014

## Przekłady na języki obce
- Življenje na otokih, Ljubljana: Študentska Organizacija Univerze, Študentska Založba, 1997.

## Wybrane recenzje
- Biedrzycki Krzysztof, Budujące lektury, „Znak” 1997, nr 12, s. 114-119.
- Górnicka-Boratyńska Aneta, Wyspy Miłosza, „Res Publica Nowa” 1997, nr 9, s. 71-72.
- Jastrun Tomasz, Ciemna słodycz kobiecego ciała, „Twój Styl” 1998, nr 4, s. 155-156.
- Kalinowski Grzegorz, Obok siebie, „Kwartalnik Artystyczny” 1997, nr 3, s. 133-135.
- Lektor (Tomasz Fiałkowski), Nowy Miłosz, „Tygodnik Powszechny” 1997, nr 21, s. 13.
- Melkowski Stefan, Tematy Miłosza, „Wiadomości Kulturalne” 1997, nr 42, s. 20.
- Myszkowski Krzysztof, Ogród rzeczywistości, „Kwartalnik Artystyczny” 2014, nr 3, s. 213-216.
- Olejniczak Józef, Samotny starszy pan, „Fa-Art.” 1997, nr 2/3, s. 100-101.
- P.Ś., Noty, „Polonistyka”, 1997, nr 7, s. 441.
- Sabiniewicz Marcin, Życie i sztuka, „Zeszyty Literackie” 1997, nr 60, s. 118-122.
- Zawada Andrzej, Przywiązanie do proporcji i miary, „Nowe Książki” 1997, nr 8, s. 10-11.
- Zawada Andrzej, Droga, biografia, teologia, „Odra” 1998, nr 3, s. 116-117.